# Teenage Dream (pjesma)
"Teenage Dream" je pjesma američke pjevačice Katy Perry. Objavljena je kao drugi singl s njenog istoimenog albuma. Perry i Bonnie McKee napisale su mnogo pjesama s temom mladenaštva. Producenti Benny Blanco i Dr. Luke sve su pjesme odbili. Blanco im je pokazao pjesmu "Homecoming" francuske skupine The Teenagers, dok je McKee "Teenage Dream" zamislila kao euforičnu pjesmu o tinejdžerskim ljubavnim osjećajima. Našli su se s Maxom Martinom u Santa Barbari i počeli su raditi na pjesmi. Nakon što je Perry snimila svoje vokale, McKee je predstavila svoju ideju pjesme, pa je refren promijenjen. Perry je rekla da ju "Teenage Dream" podsjeća na djetinjstvo, dok u isto vrijeme razmišlja o braku sa svojim zaručnikom Russellom Brandom.
"Teenage Dream" je pop pjesma s retro zvukom, koja govori o dečku zbog kojeg se Perry ponovno osjeća mlado. Kritičari su različito ocijenili pjesmu. Neki su hvalili njen zreli zvuk, dok su drugi kritizirali da nije zabavna kao njeni protekli singlovi. Singl "Teenage Dream" dospio je u top 10 u SAD-u, Kanadi, Australiji i Novom Zelandu. Videospot za pjesmu snimljen je u Santa Barbari, a premijera istog bila je 10. kolovoza 2010. godine. Perry je pjesmu uživo izvela na dodjeli Teen Choice Awards 2010. godine.

## O pjesmi
"Teenage Dream" je pop pjesma retro zvuka, nastavak prethodnog singla "California Gurls". Perry je tijekom intervjua u lipnju 2010. godine najavila pjesmu "Teenage Dream" za drugi singl s albuma. "To je drugačija vrsta osjećaja kada si tinejdžer: veoma je emotivno. Pjesma govori o tome da si tinejdžer i da si zaljubljen." Nakon što je potvrdila da će "Teenage Dream" ujedno biti i naziv albuma, Perry je rekla da ju pjesma vraća u njene tinejdžerske dane, dok u isto vrijeme razmišlja o budućem braku s Russellom Brandom. Dodala je: "Za mene je ovo veoma naporna godina. Udat ću se, objavit ću album i još mnogo toga. Lijepo je razmišljati o mladim danima. Pjesma je postala najdodavaniji singl na američkim radio postajama ikad. U prvih je tjedan dana pjesma dodana na playliste ukupno 64 radio postaje, a ukupno je odsvirana 14,9 milijuna puta.

## Pozadina
Katy Perry i Bonnie McKee upoznali su se 2004. godine. U to su vrijeme bili opsjednuti Lolitom, a i jednako su adolescentski maštali. Njih su dvoje istražili razne teme na Perrynom prvom albumu One of the Boys. Perry je napisala pjesmu "One of the Boys", dok je McKee napisala "Confessions of a Teenage Girl". Za album Teenage Dream im se u glavi vrtjela ideja "zauvijek mladi". Perry je prvo napisala pjesmu s temom Petra Pana, ali su zaključile da je to ipak premlado, jer su željele "više sexa". Jedna pjesma je sadržavala tekst "I sljedeće što ti se dogodi/postaneš mama u minivanu". Zbog tog su se teksta nekontrolirano smijale sat vremena. Završna verzija pjesme se temeljila na metafori o skidanju odjeće sa sebe sličn kao Madonnin hit "Dress You Up" iz 1985. godine. Benny Blanco im je pokazao pjesmu "Homecoming" francuske skupine The Teenagers i zatražio od njih da napišu pjesmu sličnu toj. "Pogledale smo se sa strepnjom, znajući da ćemo morati pisati ispočetka". McKee je nastavila raditi na pjesmi danima, i objasnila je:
»Razmišljala sam o svojim adolescentskim danima i prvoj ljubavi. Razmišljala sam o Baz Luhrmannovom filmu Romeo i Julija te svojim snovima o Leonardu DiCapriu. Razmišljala sam o sebi i svojim prijateljima 90-ih na piđama partijima. Samo smo razmišljale o dečkima. Sjetila sam se što Benny rekao i pjesma je stvarno zvučala kao The Teenagers... to je tako super riječ 'tinejdžer'. To je riječ koja puno govori. Mnogo osjećaja spojenih u tri sloga. Ne mogu vjerovati da nakon toliko pokušaja s mladenačkim temama, da smo previdjeli najočitiju – tinejdžerski osjećaji.«
Sljedećeg je tjedna Perry pozvala McKee, Lukea i Martina u Santa Barbaru, svoj rodni grad. McKee je Lukeu predložila svoju ideju, ali on je bio uznemiren, jer je mnogo vremena potrošio na radu na referenu te je zabranio izmjenu istog. Počeli su raditi na tekstu, gdje je Perry već pripremila većinu zamišljenog. Perry je izjavila da je to "tip euforične pjesme s kojom se svatko prisjeća svojih tinejdžerskih dana - svih cura na posterima tvoje sobe. Nakon što je Perry snimila vokal za pjesmu, McKee je odvukla Lukea i Martina i rekla im svoju ideju pjesme. Na to su njih dvojica odgovorili: "Zašto to nisi odmah rekla?". Refren je promijenjen, a izraz "Skin tight jeans" je uzet iz ranije verzije koja je govorila o sexu. Kada je završna verzija bila gotova McKee je izjavila: "Bili smo presretni. Sjećam se kada je Max sjedio otraga, i rekao: Kada bih barem mogao ovaj osjećaj sačuvati zauvijek. Fantastičan je" Perry je rekla: "usprkos tome što je pjesma pisana ispočetka mnogo puta, svi smo sretni jer smo našli verziju koja nam se svima sviđa."

## Kritički osvrti
Bill Lamb iz About.com je komentirao pjesmu: "Pjesma ima dušu i srce klasične ljubavne pjesme, općenito najbolja ljubavna pjesma 2010. godine." Dodao je i "Katy Perry nije fenomenalna pjevačica, ali ima fenomenalne pjesme." Craig Marks iz časopisa Billboard je rekao da je pjesma zajedno s pjesmom "California Gurls" "udžbenik za ljetne pjesme, koje su prepune zvukova bubnjeva. Perry je napravila pjesmu površne persone, čiji se tekst lako pamti."

## Popis pjesama
Digitalni download
1. Teenage Dream – 3:48

Promotivni CD singl
1. Teenage Dream (Album Version) – 3:52
2. Teenage Dream (Instrumental) – 3:49

## Top liste
| Top liste (2010.)       | Najviša pozicija |
| ----------------------- | ---------------- |
| Australija              | 3                |
| Belgija (Valonija)      | 36               |
| Kanada                  | 3                |
| Nizozemska              | 21               |
| Novi Zeland             | 4                |
| SAD (Billboard Hot 100) | 1                |
| SAD (Digital Songs)     | 3                |
| SAD (Pop Songs)         | 11               |
| SAD (Radio Songs)       | 15               |
| Slovačka                | 18               |
| Švedska                 | 33               |

## Povijest izdanja
| Država                 | Datum              | Format             |
| ---------------------- | ------------------ | ------------------ |
| SAD                    | 22. srpnja 2010.   | airplay            |
| Kanada                 | 23. srpnja 2010.   | digitalni download |
| SAD                    | 23. srpnja 2010.   | digitalni download |
| Australija             | 28. srpnja 2010.   | digitalni download |
| Ausrija                | 28. srpnja 2010.   | digitalni download |
| Belgija                | 28. srpnja 2010.   | digitalni download |
| Finska                 | 28. srpnja 2010.   | digitalni download |
| Francuska              | 28. srpnja 2010.   | digitalni download |
| Njemačka               | 28. srpnja 2010.   | digitalni download |
| Norveška               | 28. srpnja 2010.   | digitalni download |
| Novi Zeland            | 28. srpnja 2010.   | digitalni download |
| Ujedinjeno Kraljevstvo | 4. kolovoza 2010.  | airplay            |
| Irska                  | 29. kolovoza 2010. | digitalni download |
| Ujedinjeno Kraljevstvo | 29. kolovoza 2010. | digitalni download |

## Vanjske poveznice
- Video s tekstom pjesme na YouTube-u